# کی‌آرآی کبرا
کی‌آرآی کبرا (به انگلیسی: KRI Cobra) یک کشتی است.